# Lithacodia viridoata
Lithacodia viridoata är en fjärilsart som beskrevs av Emilio Berio 1973. Lithacodia viridoata ingår i släktet Lithacodia och familjen nattflyn. Inga underarter finns listade i Catalogue of Life.